# Dennis Hoey
Dennis Hoey, född 30 mars 1893 i London, England, död 25 juli 1960 i Palm Beach, Florida, var en brittisk-amerikansk skådespelare. Hoey som medverkade i nära 70 filmer blev mest känd för att ha gestaltat Kommissarie Lestrade i sex filmer om Sherlock Holmes på 1940-talet.

## Filmografi i urval
- 1942 – Flykten till Söderhavet
- 1942 – Över allt förnuft
- 1942 – Sherlock Holmes och det hemliga vapnet
- 1943 – Sherlock Holmes och spindelmysteriet
- 1943 – Till nu och för evigt
- 1944 – Den ödesdigra pärlan
- 1944 – Han föll med ära
- 1945 – Kitty
- 1945 – Aladdins Äventyr
- 1945 – En mördare går lös
- 1946 – Sherlock Holmes tar nattexpressen
- 1946 – Den onda ängeln
- 1947 – Högt spel i sydstaterna
- 1947 – Skuggor på vägen
- 1947 – Kungen från New York
- 1948 – Rovriddaren
- 1948 – Röda häxan
- 1948 – Jeanne d'Arc
- 1949 – Den stängda trädgården